# Regiobank Solothurn
Die Regiobank Solothurn AG mit Sitz in Solothurn ist eine unabhängige Universalbank, die in ihrem Marktgebiet – entlang des solothurnischen Jurasüdfusses und in den angrenzenden Gebieten der Nachbarkantone – stark verankert ist. Sie wurde unter der Bezeichnung Ersparniskasse der Stadt Solothurn 1819 als erste Bank im Kanton für die breitere Bevölkerung gegründet und ist heute in Form einer Aktiengesellschaft organisiert. Die Bank verfügt über fünf Geschäftsstellen (Hauptsitz Solothurn, Geschäftsstellen in Biberist, Egerkingen, Grenchen und Zuchwil). Als Universalbank bietet sie alle nötigen Bankgeschäfte für Privat- und Firmenkunden an. Das Hauptgeschäft ist das traditionelle Zinsdifferenzgeschäft. Die Kunden werden in den Sparten Privatkunden, Firmenkunden und Private Banking betreut. Die Regiobank Solothurn beschäftigt rund 113 Mitarbeitende und 9 Lernende. Die Regiobank hatte per Ende 2019 eine Bilanzsumme von 2.927 Milliarden Schweizer Franken.
Der Bestand an Ausleihungen (Hypotheken, Darlehen und Kredite) an Kunden in der Bilanz belief sich 1950 auf 54 Millionen Franken, 1989 auf 882 Millionen Fr., 2009 bereits auf 1,65 Milliarden Fr. und 2019 auf 2.39 Milliarden Franken. Dabei sind rund 93,4 % der Ausleihungen hypothekarisch gedeckt.

## Geschichte
1819, noch in der Epoche der Restauration, wurde die Ersparniskasse als älteste Bank des Kantons Solothurn gegründet. Sie war öffentlich-rechtlich und mit teilweise gemeinnützigem Zweck: Anlagemöglichkeit für Spargelder, die in Hypothekardarlehen für Grundeigentümer flossen. 1865 wurde zwecks Erweiterung des Geschäftskreises eine weitere Bank, die Solothurnische Leihkasse gegründet. Die beiden Institute waren juristisch getrennt, wurden aber organisatorisch einheitlich geführt. Der Zusammenschluss der beiden Banken zur Regiobank erfolgte im Jahr 1990.

## Quelle zur Geschichte
Regiobank Aktuell, 01-2019: 200 Jahre Regiobank Solothurn